# Evan Dando

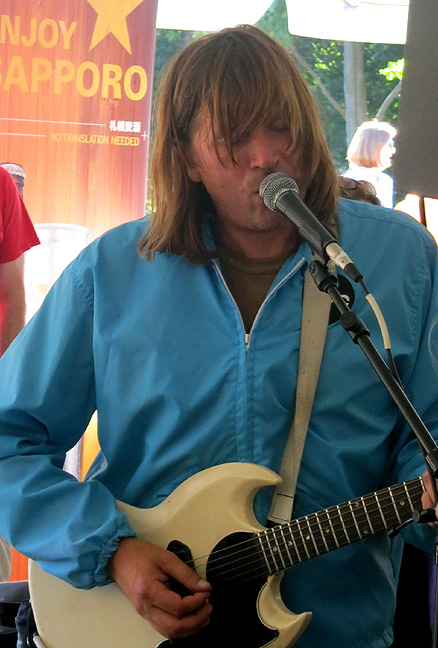
Evan Dando, 2014.

Evan Dando, född 4 mars 1967 i Boston, Massachusetts, är en amerikansk musiker och låtskrivare, mest känd som sångare i alternativrockbandet The Lemonheads. 
Han är för tillfället den ende kvarvarande originalmedlemmen i bandet, som bildades 1986, bandet hette från början The Whelps.

## Diskografi
- 2001 – Live At The Brattle Theatre
- 2003 – Baby I'm Bored

Från albumet Baby I'm Bored släpptes samma år två singlar:
- Stop My Head (CD 2003)
- It Looks Like You (CD och 7" vinylsingel 2003)